# Ochropleura plectella
Ochropleura plectella là một loài bướm đêm trong họ Noctuidae.